# Angry Birds Transformers
Az Angry Birds Transformers egy 2014. szeptember 25-én létrehozott iOS-en vagy Androidon játszható, Rovio által készített és fejlesztett run and shoot videójáték, az Angry Birds sorozat része. A játékos oldalról lőheti hőseivel a malacokat. A madarak és a malacok Transformers hősök formájára vannak mintázva. Ez a második 3D-s játék a sorozatból.

## Irányítás
Lövés és célzás
A cél életben maradni, és minél több malacot lelőni. Ezt a játékos úgy teheti meg, hogy a lövésnek szánt helyre kattint.
Járművé változás
Járművé egy, a képernyő alján elhelyezkedő gombra kattintással alakulhat a játékos. Járművé válni azért érdemes, mert így a hős gyorsabban halad, és csak így kerülheti el a zuhanó szikláktól való sérülést. Azonban járműként lövésképtelen a hős. A hős csak egy bizonyos ideig maradhat jármű. A jármű minden hősnél különböző:
- Red – Piros-kék kamion (a filmhez hasonlóan)
- Chuck – Sárga-fekete autó (a filmhez hasonlóan)
- Hal – Motor, de a feje megmarad
- Terence – Kamion, a feje a tetején néz ki belőle, az öklei az eleje
- Buborék – Versenyautó, a lökhárítóján egy 4-essel
- Malac Király – Tank
- Kis Malac – F-15 repülő
- Séf Malac – Terepjáró
- Bajszos Malac – Porsche
- Tizedes Malac – Kamion
- Stella – Motor

Energon képesség
Az Energon képességet csak a karakter egy bizonyos szintig fejlesztett verziója után lehet bevetni. Háromfajta létezik: Energon Pajzs-A hős pár másodpercig védve lesz az ellenség támadásaitól; Energon bombázás-hirtelen feltűnik Skywarp, amely lebombázza a malacok védműveit; Energon Sokk- a repülő ellenfelek megsemmisülnek, a többi pedig pár másodpercig meg lesz sokkolva.
| Hős                              | Képesség         | Szint, amitől bevethető |
| -------------------------------- | ---------------- | ----------------------- |
| Red/Optimusz fővezér             | Energon Pajzs    | 3                       |
| Chuck/Űrdongó                    | Energon Bombázás |                         |
| Séf Malac/Fülelő                 | Energon Pajzs    |                         |
| Malac Király/Husáng              | Energon Pajzs    |                         |
| Terence/Tűzlovag                 | Energon Sokk     |                         |
| Bajszos Malac/Vesztegzár         | Energon Sokk     |                         |
| Red/Ultra Magnus                 | Energon Bombázás |                         |
| Tizedes Malac/Galvatron          | Energon Bombázás |                         |
| Séf Malac/Fülelő klónja          | Energon Sokk     |                         |
| Terence/Őrszem fővezér           | Energon Pajzs    |                         |
| Kis Malac/Energon Üstökös        | Energon Pajzs    |                         |
| Séf Malac/Energon Fülelő         | Energon Sokk     |                         |
| Hal/Energon Mogorva              | Energon Sokk     |                         |
| Bajszos Malac/Energon Vesztegzár | Energon Sokk     |                         |
| Tizedes Malac/Energon Galvatron  | Energon Sokk     |                         |
| Red/Energon Optimusz fővezér     | Energon Sokk     |                         |

## Cselekmény
A madarak és a malacok épp az egymás elleni küzdelemre készülnek, ekkor még az eredeti, Angry Birds-ből megismert formában. Hirtelen egy tojás alakú meteorit csapódik be, és a madarak autobotokká, a malacok pedig álcákká formálódnak át. Igen ám, de feltűnik három TojásBot, amelyek átformálják a természetet pusztító sorozatlövőkké, ágyúkká, harcgépekké. Red (Optimus Prime) és KirályMalac (Megatron) kénytelen összefogni a TojásBotok ellen.

## Hősök
A különböző hősök az eredeti Angry Birds figurák átformálva Transformers Autobotokká, vagy a malacok esetében Álcákká.

### Madarak – Autóbotok
- Red – Optimus Prime (Optimusz fővezér)

Másodpercenként lő egy lézert, amely (csak) az üveg ellen erős.
- Chuck – Bumblebee (Űrdongó)

Rakétákat lő, amelyek gyengébbek a kövek ellen, de erősebbek a fa és üveg ellen 
- Terence – Heatwawe (Tűzlovag)

Kilő egy Giga-lézert amely a levegőből lezuhanva pusztítja a malacok védműveit, főleg a fát és az üveget, lassú mozgású, könnyen sebezhető
- Hal – Grimlock (Mogorva)

Egy elektronikus sokkolást lő, amely nagyon erős a fa és az üveg ellen.
- Buborék – Jazz

Ereje Bumblebee-hez hasonlít, csak erősebb.
- Terence – Sentinel Prime (Őrszem fővezér)

Három Giga-Lézert lő ki, lassan tölt újra, könnyen sebezhető
- Red – Ultra Magnus

20 mini-lézert lő ki.
- Stella – Arcee

3 buborékot tud kilőni
- A Kékek – Bluestreak

Gránátokat lő ki
- Red – Nemezis Fővezér

10 másodpercenként Anti-gravitációs gömböt lő ki
- TOVÁBBI AUTOBOTOK

- Sideswipe/Csatár
- Wheeljack
- Drift
- Nautica  - összpontosított buborékot lő ki
- Windblade
- Moonracer
- Novastar
- Rodimus Prime
- Cliffjumper/Sziklaugró
- Rachet/Racsni
- Hound/Vadászeb
- Superion
- Optimus Maximus
- Volcanicus
- Sunstreaker/Napcsillantó
- Red Alert/Riadó
- Mirage/Délibáb

### Malacok – Álcák
- Séf Malac – Soundwawe (Fülelő)

Egy hangrobbanó-lézert lő ki, amely igen erős (nem csak) az üveg ellen
- Bajszos malac – Lockdown (Vesztegzár)

15 mini-lézert lő ki
- Malac Király – Bludgeon (Husáng)

2x3 lila-lézert lő ki, ami hatásos a fa és az üveg ellen
- Séf Malac – Soundblaster  (Zajszóró)

3 hangrobbanó-lézert lő ki
- Tizedes Malac – Galvatron

3 vagy 5 nagy-lézert lő ki
- Malac – Starscream (Üstökös)

Egy nagy-lézert lő ki
- Malac Király – Végső Megatron

Egy mini-fekete lyukat lő ki
- Malac Király – Brawl
- Malac Király – Megatron

Egy mini-fekete lyukat lő ki
- Malac Király – Shockwave (Sokkoló)

Nagy és erős lézert lő
- TOVÁBBI ÁLCÁK

- Breakdown
- SkyWarp/Égretörő
- Acid Storm
- Sunstorm
- Devastator /(Pusztító) /Szerkesztettek
- Menasor
- Ramjet
- Dirge
- Thrust
- Cyclonus/Küklopsz
- Motormaster
- Captain Starscream/Üstökös kapitány
- Lord Megatron
- Major Shockwawe

### Energonok
A legtöbb karakternek van Energon változata. Ezek képessége hasonló, csak erősebb. Illetve az energon visszatölti az életerejüket.
- Energon Optimus Prime
- Energon Grimlock (Mogorva)
- Energon Starscream (Üstökös)
- Energon Soundwawe (Fülelő)
- Energon Lockdown (Vesztegzár)
- Energon Galvatron
- Energon Bumblebee (Űrdongó)
- Energon Windblade
- Energon Nautica
- Energon Schockwawe (Sokkoló)
- Energon Megatron

### Egyebek
- Tojások – TojásBotok (a főgonoszok, ritkán, küldetésekben megjelenik egy. Ha meglőjük őt, pénzt ad. Ha elfogy az életereje, elmenekül egy jetpackkel )
- Képregénybeli történések ( az Angry Birds Transformers történetét, speciális küldetéseket, vagy fontos infókat mondanak el)
- Kombinált autobotok ill. álcák